# Data Distribution Service
DDS (англ. Data Distribution Service) — служба поширення даних, що використовується у мережах реального часу для обміну повідомленнями між пристроями за принципом видавець-підписник.

## Історія
Перша версія стандарту була опублікована Object Management Group (OMG) у грудні 2004 р. В його розробці брали участь фахівці американської компанії Real-Time Innovations та французької Thales Group.
Окремі аспекти DDS різних версій були захищені патентами США.
У квітні 2015 р. опублікована версія 1.4 DDS.
Відкритий вихідний код служби DDS (OpenDDS) був розроблений Object Computing. У липні 2007 р. вийшла перша версія OpenDDS.
У 2020 р. актуальною була версія OpenDDS 3.14.

## Застосування
У комбінації з протоколом MQTT сервіс DDS може бути використаний для Інтернету речей (IoT).
Іншим напрямом реалізації DDS є забезпечення обміну даними у бортових мережах транспортних засобів. Зокрема, на цій основі функціонує архітектура транспортних засобів NGVA.
DDS є механізмом поширення даних для групового управління кількома роботами. З цією метою DDS інтегрується в систему програмування роботів Robot Operating System (ROS).
DDS-TSN — визначає механізми розгортання і застовування DDS у чутливих до часу мережах (TSN).